# Hymenaea protera
Hymenaea protera (лат.) — ископаемое дерево, произраставшее в Вест-Индии, Центральной и Южной Америке от Мексики и Антильских островов до северной части Южной Америки. Миоцен — эоцен (15—40 млн лет назад).
Большинство неотропических янтарей (включая самый массовый тропический доминиканский янтарь) произошло из окаменевшей смолы  вымершего вида Hymenaea protera.
Длина листьев от 23 до 51 мм (ширина от 9 до 22 мм). Длина лепестков 10—15 мм, длина черешка 6 мм, длина тычинок 8—17 мм. Вид был впервые описан в 1991 году американским палеоэнтомологом и писателем Джорджем Пойнаром (George Jr. Poinar, США) из доминиканских янтарей (La Toca, Доминиканская Республика).
Вместе с другим ископаемым видом Hymenaea mexicana (мексиканский янтарь) относится к примитивной секции Trachylobium в составе рода  Hymenaea.